# Campionati del mondo di atletica leggera 2023 - Salto in lungo femminile
La specialità del salto in lungo femminile dei campionati del mondo di atletica leggera 2023 si è svolta tra il 19 e il 20 agosto al Centro nazionale di atletica leggera di Budapest, in Ungheria.

## Podio
| Pos.    | Atleta                | Nazionalità | Misura |
| ------- | --------------------- | ----------- | ------ |
| Oro     | Ivana Vuleta          | Serbia      | 7,14 m |
| Argento | Tara Davis-Woodhall   | Stati Uniti | 6,91 m |
| Bronzo  | Alina Rotaru-Kottmann | Romania     | 6,88 m |

## Situazione pre-gara

### Record
Prima di questa competizione, il record del mondo (RM) e il record dei campionati (RC) erano i seguenti.
| Record                | Prestazione | Atleta                              | Data                                        | Competizione  |
| --------------------- | ----------- | ----------------------------------- | ------------------------------------------- | ------------- |
| Record mondiale       | 7,52 m      | Galina Chistyakova Unione Sovietica | 11 giugno 1988 Leningrado, Unione Sovietica |               |
| Record dei campionati | 7,36 m      | Jackie Joyner-Kersee Stati Uniti    | 4 settembre 1987 Roma, Italia               | Mondiali 1987 |

### Campionesse in carica
Le campionesse in carica, a livello mondiale e olimpico, erano:
| Campionessa | Atleta                   | Prestazione | Data                                         | Competizione                 |
| ----------- | ------------------------ | ----------- | -------------------------------------------- | ---------------------------- |
| Olimpica    | Malaika Mihambo Germania | 7,00 m      | 3 agosto 2021 Tokyo, Giappone                | Giochi della XXXII Olimpiade |
| Mondiale    | Malaika Mihambo Germania | 7,12 m      | 24 luglio 2022 Eugene, Stati Uniti d'America | Campionati del mondo 2022    |

### La stagione
Prima di questa gara, gli atleti con le migliori tre prestazioni dell'anno erano:
| Pos. | Atleta                             | Prestazione | Data                                    |
| ---- | ---------------------------------- | ----------- | --------------------------------------- |
| 1    | Ackelia Smith Giamaica             | 7,08 m      | 13 maggio 2023 Norman, Stati Uniti      |
| 2    | Tara Davis-Woodhall Stati Uniti    | 7,07 m      | 5 maggio 2023 Fayetteville, Stati Uniti |
| 3    | Agate de Sousa São Tomé e Príncipe | 7,03 m      | 27 maggio 2023 Weinheim, Germania       |

## Risultati

### Qualificazione
La gara si è svolta il 20 agosto alle ore 13:25.
Le atlete che raggiungono i 6,80 m (Q) o le migliori 12 misure (q) avanzano alla finale.
| Pos | Gruppo | Atleta                 | Nazionalità   | 1ª prova | 2ª prova | 3ª prova | Risultato | Note |
| --- | ------ | ---------------------- | ------------- | -------- | -------- | -------- | --------- | ---- |
| 1   | A      | Tara Davis-Woodhall    | Stati Uniti   | 6,87     |          |          | 6,87      | Q    |
| 2   | A      | Marthe Koala           | Burkina Faso  | 6,84     |          |          | 6,84      | Q    |
| 3   | B      | Ivana Vuleta           | Serbia        | x        | 6,82     |          | 6,82      | Q    |
| 4   | B      | Ackelia Smith          | Giamaica      | x        | x        | 6,78     | 6,78      | q    |
| 5   | B      | Jasmine Moore          | Stati Uniti   | 6,61     | 6,73     | 6,63     | 6,73      | q    |
| 6   | A      | Larissa Iapichino      | Italia        | 6,73     | 6,51     | -        | 6,73      | q    |
| 7   | B      | Leticia Oro Melo       | Brasile       | 6,73     | x        | x        | 6,73      | q,   |
| 8   | A      | Ese Brume              | Nigeria       | 6,65     | 6,72     | 6,69     | 6,72      | q    |
| 9   | B      | Alina Rotaru-Kottmann  | Romania       | 6,60     | 6,54     | 6,69     | 6,69      | q    |
| 10  | B      | Maryse Luzolo          | Germania      | x        | 6,66     | x        | 6,66      | q    |
| 11  | A      | Tessy Ebosele          | Spagna        | 6,65     | 6,49     | x        | 6,65      | q    |
| 12  | B      | Fátima Diame           | Spagna        | x        | x        | 6,61     | 6,61      | q    |
| 13  | B      | Ruth Usoro             | Nigeria       | 6,50     | 6,40     | 6,60     | 6,60      |      |
| 14  | B      | María Vicente          | Spagna        | 6,52     | 6,49     | 6,59     | 6,59      |      |
| 15  | B      | Pauline Hondema        | Paesi Bassi   | 6,13     | 6,45     | 6,57     | 6,57      |      |
| 16  | A      | Quanesha Burks         | Stati Uniti   | x        | 6,57     | x        | 6,57      |      |
| 17  | B      | Brooke Buschkuehl      | Australia     | 6,55     | 4,92     | 6,53     | 6,55      |      |
| 18  | A      | Milica Gardašević      | Serbia        | 6,51     | x        | 6,45     | 6,51      |      |
| 19  | B      | Deborah Acquah         | Ghana         | 6,39     | 6,50     | 6,25     | 6,50      |      |
| 20  | A      | Maja Åskag             | Svezia        | x        | 6,47     | x        | 6,47      |      |
| 20  | A      | Mikaelle Assani        | Germania      | x        | 6,47     | x        | 6,47      |      |
| 22  | A      | Jazmin Sawyers         | Gran Bretagna | x        | 6,41     | 6,05     | 6,41      |      |
| 23  | B      | Sumire Hata            | Giappone      | x        | x        | 6,41     | 6,41      |      |
| 24  | B      | Shaili Singh           | India         | 6,26     | 6,40     | 6,30     | 6,40      |      |
| 25  | B      | Natalia Linares        | Colombia      | 6,38     | 6,28     | 6,35     | 6,38      |      |
| 26  | B      | Eliane Martins         | Brasile       | x        | x        | 6,38     | 6,38      |      |
| 27  | A      | Petra Farkas           | Ungheria      | 6,37     | x        | 6,26     | 6,37      |      |
| 28  | B      | Khaddi Sagnia          | Svezia        | 6,19     | x        | 6,35     | 6,35      |      |
| 29  | A      | Samantha Dale          | Australia     | x        | x        | 6,35     | 6,35      |      |
| 30  | A      | Tissanna Hickling      | Giamaica      | x        | 6,29     | 6,17     | 6,29      |      |
| 31  | B      | Diana Lesti            | Ungheria      | 6,25     | x        | 6,21     | 6,25      |      |
| 32  | A      | Esraa Owis             | Egitto        | x        | x        | 6,16     | 6,16      |      |
| 33  | A      | Lissandra Maysa Campos | Brasile       | x        | x        | 6,01     | 6,01      |      |
| 34  | A      | Tilde Johansson        | Svezia        | x        | x        | 5,99     | 5,99      |      |
|     | A      | Maryna Bekh-Romanchuk  | Ucraina       | x        | x        | x        | nm        |      |
|     | A      | Hilary Kpatcha         | Francia       | x        | -        | -        | nm        |      |

### Finale
La gara si è svolta il 20 agosto a partire dalle ore 16:59.
| Pos | Atleta                | Nazionalità  | 1ª prova | 2ª prova | 3ª prova | 4ª prova | 5ª prova | 6ª prova | Risultato | Note                                     |
| --- | --------------------- | ------------ | -------- | -------- | -------- | -------- | -------- | -------- | --------- | ---------------------------------------- |
|     | Ivana Vuleta          | Serbia       | x        | 7,05     | x        | 6,91     | 7,14     | 6,78     | 7,14      | ,                                        |
|     | Tara Davis-Woodhall   | Stati Uniti  | 6,91     | 6,74     | 6,62     | x        | x        | 6,78     | 6,91      |                                          |
|     | Alina Rotaru-Kottmann | Romania      | 6,51     | 6,72     | 6,63     | 6,75     | x        | 6,88     | 6,88      |                                          |
| 4   | Ese Brume             | Nigeria      | 6,80     | 6,84     | 6,76     | 6,53     | 6,70     | 6,59     | 6,84      | Miglior prestazione personale stagionale |
| 5   | Larissa Iapichino     | Italia       | x        | 6,73     | x        | 6,17     | x        | 6,82     | 6,82      |                                          |
| 6   | Fátima Diame          | Spagna       | 6,82     | x        | x        | 4,79     | 6,52     | x        | 6,82      | Miglior prestazione personale            |
| 7   | Marthe Koala          | Burkina Faso | x        | 6,68     | 6,67     | 6,63     | 6,54     | 6,54     | 6,68      |                                          |
| 8   | Tessy Ebosele         | Spagna       | 6,62     | x        | 6,39     | 6,33     | 6,49     | 6,50     | 6,62      |                                          |
| 9   | Maryse Luzolo         | Germania     | x        | x        | 6,58     |          |          |          | 6,58      |                                          |
| 10  | Jasmine Moore         | Stati Uniti  | x        | 6,42     | 6,54     |          |          |          | 6,54      |                                          |
| 11  | Ackelia Smith         | Giamaica     | x        | 6,49     | x        |          |          |          | 6,49      |                                          |
| 12  | Leticia Oro Melo      | Brasile      | x        | x        | 6,12     |          |          |          | 6,12      |                                          |